# Christophe Zoa
Christophe Zoa (* 10. Juni 1961 in Yaoundé) ist Bischof von Sangmélima. 

## Leben
Der Erzbischof von Yaoundé, Jean Zoa, weihte ihn am 15. Juni 1991 zum Priester. Papst Benedikt XVI. ernannte ihn am 30. November 2006 zum Weihbischof in Yaoundé und Titularbischof von Hilta.
Die Bischofsweihe spendete ihm der Erzbischof von Yaoundé, Simon-Victor Tonyé Bakot, am 3. Februar des nächsten Jahres; Mitkonsekratoren waren Eliseo Antonio Ariotti, Apostolischer Nuntius in Kamerun und Äquatorialguinea, und Antoine Ntalou, Erzbischof von Garoua.
Am 4. Dezember 2008 wurde er zum Bischof von Sangmélima ernannt und am 30. Januar des nächsten Jahres in das Amt eingeführt.